# 微果草属
微果草属（学名：Microcarpaea）是玄参科下的一个属，为一年生、矮小草本植物。该属仅有微果草（Microcarpaea minima）一种，分布于亚洲东部和大洋洲。